# Junger Mann mit Medaillon
Das dem Florentiner Malers Sandro Botticelli zugeschriebene Porträt eines jungen Mannes mit Medaillon ist wahrscheinlich um 1480 entstanden und befindet sich in Privatbesitz. Bei dem Medaillon handelt es sich um ein in das Tafelbild eingesetztes älteres Bild eines Heiligen.

## Beschreibung
Dargestellt ist ein junger Mann in Dreiviertelansicht, der den Blick auf den Betrachter richtet. Er trägt einen dunkelvioletten farsetto, ein schlichtes geknöpftes Wams mit Stehbündchen, unter dem ein schmaler weißer Streifen des Untergewandes, der camicia, zu sehen ist. Sein dunkelblondes, welliges, in der Mitte gescheiteltes Haar ist nach der Florentiner Mode der 1480er Jahre geschnitten. Ein weiches Licht fällt von vorne links auf das Bild und modelliert Gesicht und Hände.

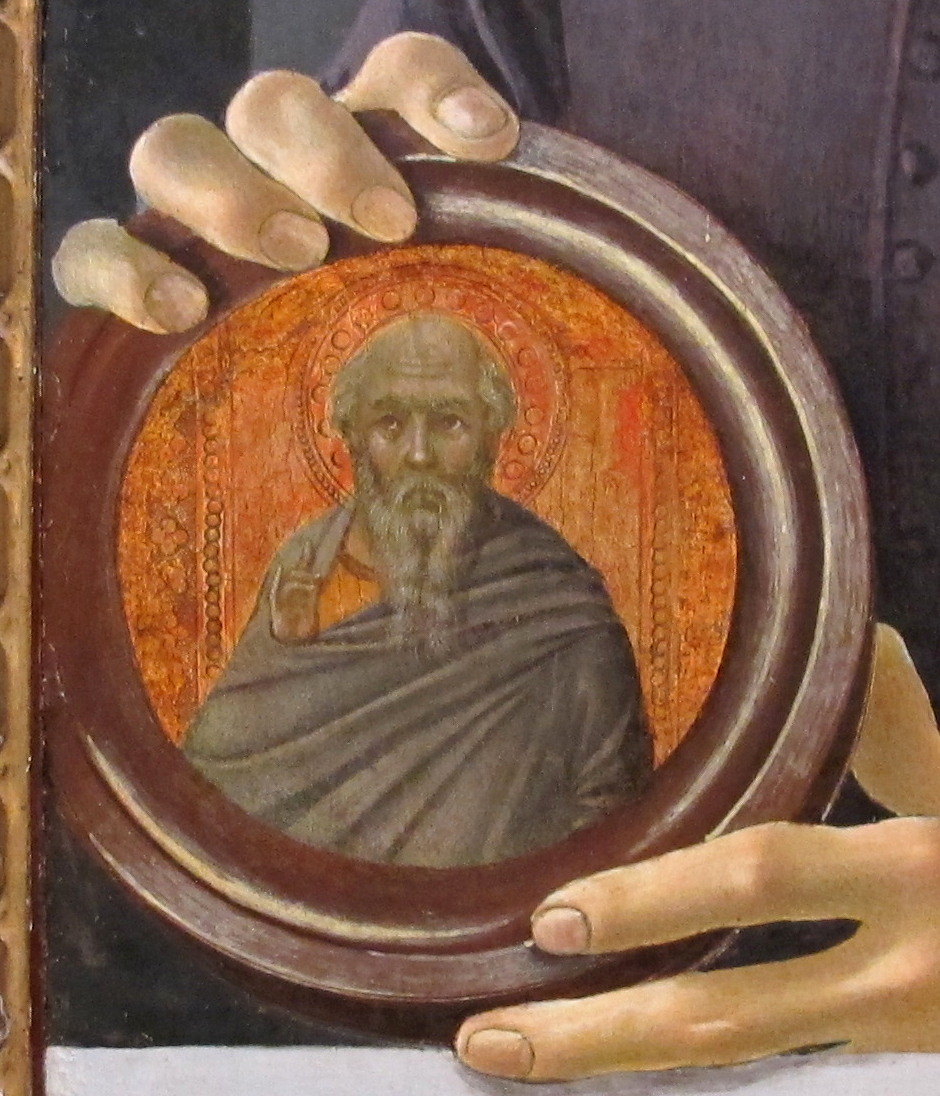
Detail, Medaillon

Der junge Mann steht mit dem Rücken zum Fenster, in dessen schlichter Steinrahmung ein Stück wolkenlosen Himmels sichtbar ist. Seine linke Hand ruht auf einer Brüstung (parapetto), die das Bild zum Betrachter hin abschließt. Über diese Schwelle zwischen dem Bildraum und dem Betrachterraum ragt allein der mittlere Finger der linken Hand des Porträtierten hinweg und stellt so eine Verbindung zwischen beiden Sphären her. In seinen Händen hält er ein goldgerahmtes Medaillon mit dem Brustbild eines bärtigen Heiligen auf Goldgrund, das an dieser Stelle in Botticellis Tafel eingesetzt wurde und möglicherweise von Bartolomeo Bulgarini stammt. Ob sich hier ursprünglich ein Stuckmedaillon befand, wie sie ein weiteres Botticelli-Blidnis (siehe unten) zeigt, oder, wie David Alan Brown vorschlug, ein kleiner gewölbter Spiegel montiert war, ist nicht unklar.

## Geschichte
Weder der Auftraggeber des Porträts noch der Name des Porträtierten sind bekannt. Der Vorschlag von Alfred Scherf (1950), den jungen Mann mit Giovanni di Pierfrancesco de’ Medici, einem Cousin Lorenzo de’ Medicis, zu identifizieren, wurde in der Forschung nicht akzeptiert.
In der Forschung wird vermutet, dass das Bildnis über Thomas Wynn, 1st Baron Newborough (1736–1807), der während seiner Grand Tour 1759–1760 auch die Toskana bereiste, nach England gelangt ist. In den 30er Jahren des 20. Jahrhunderts erwarb es der Londoner Kunsthändler Frank Sabin, der es um 1941 an den Sammler Sir Thomas Merton, damals Schatzmeister der Royal Society, weiterverkaufte. Mertons Erben gaben das Bild 1982 zu Christie’s in London in die Auktion, wo es von Sheldon Solow (1928–2020) für 810.000 Pfund ersteigert wurde. Solow verlieh das Bild nacheinander an die National Gallery in London, das Metropolitan Museum in New York und an die National Gallery in Washington. 2019 wurde es in der Botticelli-Ausstellung des Frankfurter Städel gezeigt.
Nach Solows Tod 2020 ließen seine Erben das Bildnis im Januar 2021 bei Sotheby’s in New York versteigern. Der Schätzpreis lag bei 70 Millionen US-Dollar. Bei der Online-Versteigerung ging das Porträt an einen unbekannten Bieter und erzielte 80 Millionen US-Dollar. Mit Gebühren und Kommissionen lag der Gesamtpreis bei 92,2 Millionen US-Dollar (etwa 76,5 Millionen Euro). Es liegt damit auf Rang 1 der teuersten je bei Sotheby’s versteigerten Alten Meister.

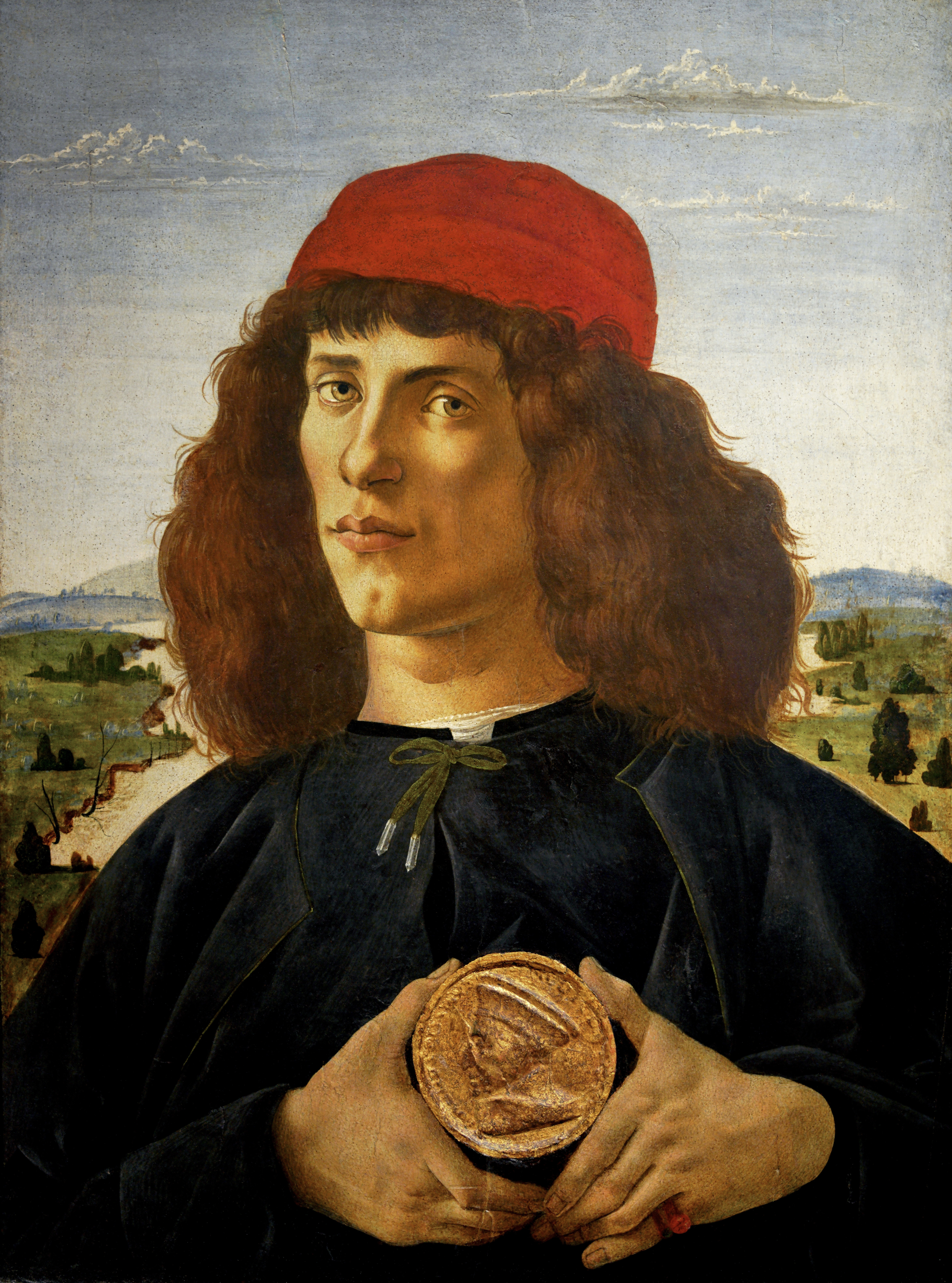
Junger Mann mit einer Medaille Cosimo de’ Medicis, um 1474; Uffizien

## Junger Mann mit Medaille
In den Uffizien in Florenz wird ein weiteres Porträt Sandro Botticellis aufbewahrt, auf dem gleichfalls ein unbekannter junger Mann ein eingesetztes Bild präsentiert. Hier handelt es sich jedoch um ein aus Stuck modelliertes und vergoldetes Reliefmedaillon, das den 1464 verstorbenen Cosimo de’ Medici im Profil zeigt. Das Bildnis wird auf um 1474 datiert.